# عشق دروغین (مانگا)
نیسکوی: عشق دروغین (به انگلیسی: Nisekoi: False Love) مجموعه مانگا ژاپنی نوشته و تصویرگری شده توسط نائوشی کومی است که در ابتدا به عنوان یک مانگا تک شات منتشر شد بعدها به صورت هفتگی از نوامبر ۲۰۱۱ تا اوت ۲۰۱۶ در هفته‌نامه شونن جامپ منتشر شد و چپترهای آن در ۲۵ جلد تانکوبون گردآوری شده است. همچنین از این اثر یک مجموعه رمان سه جلدی از ژوئن ۲۰۱۳ تا آوریل ۲۰۱۵ نیز منتشر شده است.
مجموعه تلویزیونی انیمه اقتباسی ساخته استودیو شفت در ۲۰ قسمت از ژانویه تا می ۲۰۱۴ پخش شد. فصل دوم در ۱۲ قسمت از آوریل تا ژوئن ۲۰۱۵ پخش شد. یک فیلم اقتباسی لایو اکشن در دسامبر ۲۰۱۸ اکران شده است.

## داستان
داستان دربارهٔ یک دانش‌آموز دبیرستانی به نام راکو ایچیجو که پسر یکی از رهبران جناح یاکوزا شوئی گومی است و چیتوگه کیریساکی، دختر رئیس یک باند رقیب آن است. در ادامه این دو جناح یاکوزا باهم توافق می‌کنند که دشمنی خود را با جفت کردن فرزندان رهبرشان حل کنند. راکو متوجه می‌شود که برای سه سال آینده باید با چیتوگه وانمود کنند که در یک رابطه هستند تا صلح بین باندها را حفظ کنند ولی آنان در واقع از هم متنفر هستند.